# Nobuea kurodai
Nobuea kurodai là một loài động vật chân bụng trong họ Cyclophoridae. Nó là loài đặc hữu của Nhật Bản.